# Neolucanus castanopterus kinrami
Neolucanus castanopterus kinrami es una subespecie de coleóptero de la familia Lucanidae.

## Distribución geográfica
Habita en Birmania.